# Dötlingen
Dötlingen là một đô thị của huyện Oldenburg, bang Niedersachsen, Đức. Đô thị này có diện tích 101,84 km². Đô thị này có cự ly khoảng6 km về phía tây bắc của Wildeshausen, và 25 km về phía đông nam của Oldenburg at the Hunte river.